# وینتر هیون (فلوریدا)
وینتر هیون (به انگلیسی: Winter Haven) شهری در شهرستان پولک ایالت فلوریدا است که در سال ۱۹۲۳ بنیان‌گذاری شده‌است. این شهر طبق سرشماری سال ۲۰۱۰ میلادی، ۳۳٬۸۷۴ نفر جمعیت داشته و مساحت آن نیز ۶۵٫۸ کیلومتر مربع است.